# Eltern
Eltern è un film tedesco del 2013 diretto da Robert Thalheim.

## Trama
Christine e Konrad rappresentano un chiaro esempio di famiglia moderna: lui sta a casa, si occupa delle incombenze domestiche e delle figlie, mentre lei è una donna in carriera. Tuttavia, quando Konrad riceve un'interessante offerta per un ruolo da regista teatrale, che accetta intravedendovi una nuova possibilità di realizzazione personale, la gestione familiare va inevitabilmente incontro ad una serie di problemi. Per Konrad il passaggio da padre a tempo pieno a lavoratore si rivela più tribolato del previsto; contemporaneamente, Christine fatica a gestire l'intrecciarsi della sua vita professionale e delle nuove incombenze domestiche. Dopo un periodo complicato per i due, appare lampante che qualcosa debba cambiare.